# Huh Yun-jin
Huh Yun-jin (hangeul : 허윤진), née le 8 octobre 2001 à Séoul, est une chanteuse et auteure-compositrice coréo-américaine. Elle est membre du girl group de K-pop Le Sserafim.

## Biographie
Huh Yun-jin naît le 8 octobre 2001 dans le quartier de Gangnam à Séoul, en Corée du Sud, et grandit dans la ville de Niskayuna dans l'État de New York, aux États-Unis, sous le nom anglais de Jennifer Huh.
En 2018, elle a participé en tant que trainee de Pledis Entertainment au survival show Produce 48 au côté des deux autres membres Sakura Miyawaki et Kim Chae-won mais elle a été éliminée au cours du 11ème épisode à la 26ème place et n'a donc pas pu faire partie du groupe nippo-sud coréen Iz*one.
Le 24 août 2021, il a été signalé que Huh Yun-jin avait signé un contrat avec Source Music. Le 14 mars 2022, Source Music a annoncé le lancement d'un nouveau girl group , Le Sserafim, en collaboration avec Hybe Corporation,. Elle a été révélée comme le sixième et dernier membre le 9 avril 2022. Le groupe a fait ses débuts avec l'EP Fearless le 2 mai 2022. Yunjin a été crédité pour avoir écrit et composé le morceau de la face B Blue Flame. Le 9 août 2022, Yunjin  sort son premier single Raise Y_our Glass pour commémorer le 100e jour de ses débuts avec Le Sserafim,.